# Spy of Napoleon
Spy of Napoleon é um filme de drama histórico produzido no Reino Unido, dirigido por Maurice Elvey e lançado em 1936.